# Britte Lagcher
Britte Lagcher (Hilversum, 5 juni 1989) is een Nederlandse actrice. 

## Levensloop
Lagcher studeerde in 2012 af aan de Amsterdamse Toneelschool & Kleinkunstacademie en is sindsdien te zien in verschillende televisieseries en films zoals Ramses, Vier Meter, Van God Los, Prooi en speelt in 2015 een grote bijrol in het derde seizoen van Overspel. In 2017 was Lagcher te zien in de Videoland-serie Suspects dat geheel zonder script werd opgenomen.
Later in 2017 speelde zij in de serie Meisje van Plezier als Xanna, de halfzus van Nadine.
Naast film en televisie speelt Britte ook regelmatig in theatervoorstellingen. Tijdens haar studie speelde ze onder andere bij Orkater. Sinds 2013 is ze te zien in verschillende producties van Toneelschap Beumer & Drost.
In het najaar van 2018 vertolkte ze de rol van Amber in de film All You Need Is Love.
In 2021 was Lagcher een van de deelnemers van het 21e seizoen van het RTL 4-programma Expeditie Robinson, ze behaalde de finale waar ze eindigde als verliezend finalist. In 2025 deed ze samen met Willem Voogd mee aan Hunted VIPS, waarbij het duo erin slaagde te ontsnappen aan de hunters.

## Filmografie

### Film
- 2015: De Boskampi's, als secretaresse
- 2016: Prooi, als woordvoerster politie
- 2016: Toen mijn vader een struik werd, als leraar
- 2017: Verliebt in Amsterdam, als lekker ding
- 2018:  All You Need Is Love, als Amber
- 2018: Redbad, als Sinde

### Televisie
- 2013: Van God Los, als Maja Blom
- 2014: Ramses, als verpleegkundige
- 2015: Overspel, als Marianne / Wendy
- 2016: Lost in the Game, als Evi
- 2016: CMC, als Amber
- 2016: Land van Lubbers, als Erica Folmer
- 2017-2018: Suspects, als Liv
- 2017-2020: Meisje van plezier, als Xanna Vermeulen
- 2020: Van Der Valk, als student
- 2021: Expeditie Robinson, als deelnemer
- 2022: Ten minste houdbaar tot, als Monique
- 2025: Hunted VIPS, als deelnemer
- 2025: Flikken Maastricht, als Jetta Robbers
- 2025: Bennie, als representant Tess
- 2025: De Vuurwerkramp, als Janine Moes